# The Tip-Off (film, 1931)
Pour les articles homonymes, voir The Tip-Off.
The Tip-Off est un film américain réalisé par Albert S. Rogell, sorti en 1931.

## Synopsis
Un jeune réparateur de radios, appelé pour intervenir au domicile de personnages peu fréquentables, se retrouve dans une situation délicate,.

## Fiche technique
- Réalisation : Albert S. Rogell
- Scénario : Earl Baldwin d'après une histoire de George Kibbe Turner
- Producteur : Charles R. Rogers
- Photographie : Edward Snyder (en)
- Costumes : Gwen Wakeling
- Musique : Arthur Lange
- Genre : Comédie
- Montage : Charles Craft (en)
- Production : RKO Pictures
- Durée : 71 minutes
- Date de sortie : 16 octobre 1931

## Distribution
- Eddie Quillan : Thomas 'Tommy' Jordan
- Robert Armstrong : Kayo McClure
- Ginger Rogers : Baby Face
- Joan Peers : Edna Moreno
- Ralf Harolde : Nick Vatelli
- Mike Donlin : Swanky Jones
- Ernie Adams : Slug McGee
- Charles Sellon : Pop Jackson
- Helen Ainsworth : Miss Ethel Waddums
- Luis Alberni : Scarno - Roadhouse Manager
- Harry Bowen : Dude - Vatelli Henchman
- James P. Burtis : Men's Room Patron
- Frank Darien : Edna's Uncle
- Dorothy Granger : Hatcheck Girl
- Pat Harmon  : Vatelli Henchman
- Jack Herrick : Jack - Kayo's Sparring Partner
- Ethan Laidlaw : Henchman
- John Quillan :  Scared Man at Scarno's
- Charles Sullivan : Chuck
- Harry Wilson : Hood at Scarno's